# بيرك جانكات
بيرك جانكات ممثل تركي اشتهر في تركيا من خلال دور جمال في مسلسل القروية الجميله، ومسلسل ساعطيك سرا عام (2013 و 2014), وشارك في مسلسل المد والجزر عام (2014), وشارك أيضا في السلطانة كوسم عام (2015 و 2016) واخر ظهور له في مسلسل النجوم شواهدي (2016 و 2017) ولقد تم ايقافه لعدم تحقيق نسبه مشاهدة عالية.

## ولادته
ولد بيرك جانكات في انقرة 9 ماي 1984م، ممثل ومهندس جرافيك، أكمل دراسته الجامعيه بكلية الفنون الجميلة «بيلكنت» في فرع التصميم الجرافيكي وبعد ذلك دخل أكاديمية الفنون ودرس التمثيل.

## هواياته
يحب الرسم، يجد نفسه فقط بالرسم وقد دعمه والده في هذه الهواية

## مسيرته الفنيه
تخرج كمهندس جرافيكي في سنه 2007م، وكان يدرس المسرحية في المدرسة الثانوية إلى جانب الدراسة.
عندما أنهى دراسته، التحق بالجيش لأداء خدمته العسكرية، وبعد ذلك انتقل إلى إسطنبول. وكان بيرك صرح لجريدة «راديكال» بأنه شاب منطوي بعض الشيء وخجولا قليلا ولكي يطور علاقته الاجتماعيه مع الناس ويطور من نفسه. أخذ بعضا من دروس الدراما لمدة 6 أشهر تقريبا ونحو ذلك في مؤسسة خاصة.وبعد ذلك واصل في نفس المؤسسة القيام بالمسرح لمدة عامين ونصف. وقد صرح بيرك لنفس الجريدة «راديكال»
«أنا لا أدخل الناس بسهولة لحياتي ولا أمنح ثقتي لأحد بسهوله أيضا. ولكن إن حصل ودخل أحدهم لحياتي ووثقت به... أستطيع أن أعطي كل ماعندي في حياتي له.»
جملة فلسفية تعني له الكثير..
«لا تفعل لغيرك ما لا تريد أن يفعله الأخرون بك».

## وصلات خارجية
- بيرك جانكات على موقع IMDb (الإنجليزية)
- بيرك جانكات على موقع ألو سيني (الفرنسية)
- بيرك جانكات على موقع قاعدة بيانات الفيلم (الإنجليزية)
- بيرك جانكات على موقع كينوبويسك (الروسية)